# ポカ☆スカ ゴースト!
ポカ☆スカ ゴースト!  It's a boo bash!は、セガのアーケードゲーム。

## 概要
ミニゲーム仕立てのアーケードゲーム。筐体はタッチパネル仕様で、魔法の杖の形をしたデバイスを用いて操作を行う。プレイ時に提示される2つのゲームのうちのどちらかを選び、指定時間内にクリアすると、新たなミニゲームに挑戦することができる。
2人で協力プレイも可能である。2人プレイの場合、プレイ終了後に1P側の画面には「性格診断」、2P側の画面には「相性診断」が表示される。

## あらすじ
マスター・ブーの魔力で悪いゴーストたちが出てきてしまった。困った執事ゴーストのセバスチャンはプレイヤーに良いゴーストを救うようにと依頼するが…。

## キャラクター
キャラクターの多くは、もともと屋敷で働いていた人間や屋敷に住んでいた人間たちである。
セバスチャン
執事のゴースト。プレイヤーを導く案内役。腹黒い一面がある。
ブラック・セバスチャン
マスタープーの姿で変貌したセバスチャン。
プーリー
召使たちのゴースト。
ピーカ・ブー
屋敷の至る所に出現するゴースト。個性が薄いことが悩み。
ファイ・ブー
炎をモチーフとしたゴースト。暑苦しい性格。顔がガスマスクのような者もいる。
サ・ブー
氷をモチーフとしたゴースト。正体はたまたま館に迷い込んだホッケー部員。ゴースト化して以来感情を失っている。
ブー・ナイト
昔から館にとりついていた騎士のゴースト。
プッチ・ブー
チョロ・ブー
もともとは館にいた子供たち。
スピー・ブー
もともとは館の御者。ゴーグルをしており、ジェットを背負い込むほどのスピード狂。
ストロン・ブー
もともとは館の番人。そのためがっちりした体格のゴーストとなっている。
デ・ブー
もともとは館の料理人。かなりの肥満体。
ブー・ダル
もともとは館の食糧番。全身のほとんどは樽に隠れており、大きな目や手足の一部だけが出ている。
フランケン
人造人間。ボスの一人。
ヴァンパイア
吸血鬼。ボスの一人。
ミイラ男
ボスの一人。
ブラック・プリンセス
謎の少女。
ピンク色の髪と目をしているが、ピンク色の角が生え、目は三つ目、背中にこうもり羽が生えている。
マスター・ブー
館を占領する悪いゴースト。もともとは人間の魔法使いだった。

## スタッフ
- 開発：佐藤竜騎士